# Jesús Imaz
Jesús Imaz Ballesté (Lleida, 26 settembre 1990) è un calciatore spagnolo, attaccante dello Jagiellonia.

## Carriera
Nato a Lleida in Catalogna, Imaz ha iniziato a giocare nelle giovanili della squadra della sua città natale, il UE Lleida. Il 30 agosto 2009 ha debuttato in prima squadra, subentrando nel secondo tempo nell'incontro di Segunda División B pareggiato in casa per 1-1 contro il Sant Andreu.
Nell'estate del 2011 si è trasferito al Lleida, formazione nata in seguito al fallimento del Lleida, anch'essa militante nella terza divisione iberica. Qui rimane a giocare per tre stagioni, dove la sua squadra sfiora in due occasioni la promozione tramite i play-off.
Il 12 luglio 2014 ha firmato un contratto biennale con il Llagostera, club neopromosso in Segunda División. Debutta tra i professionisti il 23 agosto successivo, sostituendo Vallho al minuto '78 nella sconfitta in trasferta per 2-0 contro il Las Palmas.
Imaz ha realizzato il suo primo gol tra i professionisti il 19 ottobre 2014, nella sconfitta in casa per 1-4 contro il Maiorca. L'11 luglio 2016, a seguito della retrocessione della squadra, ha firmato un contratto di un anno con l'UCAM Murcia, sempre in seconda divisione.
Il 27 gennaio 2017, Imaz si è trasferito al Cadice, siglando un contratto valido fino al giugno del 2018. Il 31 agosto, tuttavia, si è trasferito con altri suoi connazionali ai polacchi del Wisła Cracovia.
Nel gennaio del 2019 ha firmato un contratto di tre anni e mezzo con lo Jagiellonia, altra società della massima serie polacca.

## Statistiche

### Presenze e reti nei club
Statistiche aggiornate al 29 gennaio 2023.
| Stagione               | Squadra                | Campionato             | Campionato | Campionato | Coppe nazionali | Coppe nazionali | Coppe nazionali | Coppe continentali | Coppe continentali | Coppe continentali | Altre coppe | Altre coppe | Altre coppe | Totale | Totale |
| Stagione               | Squadra                | Comp                   | Pres       | Reti       | Comp            | Pres            | Reti            | Comp               | Pres               | Reti               | Comp        | Pres        | Reti        | Pres   | Reti   |
| ---------------------- | ---------------------- | ---------------------- | ---------- | ---------- | --------------- | --------------- | --------------- | ------------------ | ------------------ | ------------------ | ----------- | ----------- | ----------- | ------ | ------ |
| 2009-2010              | UE Lleida              | SDB                    | 1          | 0          |                 | -               | -               |                    | -                  | -                  |             | -           | -           | 1      | 0      |
| 2010-2011              | UE Lleida              | SDB                    | 26         | 4          |                 | -               | -               |                    | -                  | -                  |             | -           | -           | 26     | 4      |
| Totale Lleida          | Totale Lleida          | Totale Lleida          | 27         | 4          |                 | -               | -               |                    | -                  | -                  |             | -           | -           | 27     | 4      |
| 2011-2012              | Lleida                 | SDB                    | 34         | 6          | CR              | 1               | 0               |                    | -                  | -                  |             | -           | -           | 35     | 6      |
| 2012-2013              | Lleida                 | SDB                    | 32+4       | 7+2        | CR              | 1               | 0               |                    | -                  | -                  |             | -           | -           | 37     | 6      |
| 2013-2014              | Lleida                 | SDB                    | 21+2       | 8+0        | CR              | 3               | 3               |                    | -                  | -                  |             | -           | -           | 26     | 11     |
| Totale Lleida Esportiu | Totale Lleida Esportiu | Totale Lleida Esportiu | 93         | 23         |                 | 5               | 3               |                    | -                  | -                  |             | -           | -           | 98     | 26     |
| 2014-2015              | Llagostera             | SD                     | 29         | 6          | CR              | 0               | 0               |                    | -                  | -                  |             | -           | -           | 29     | 6      |
| 2015-2016              | Llagostera             | SD                     | 32         | 6          | CR              | 3               | 0               |                    | -                  | -                  |             | -           | -           | 35     | 6      |
| Totale Llagostera      | Totale Llagostera      | Totale Llagostera      | 61         | 12         |                 | 3               | 0               |                    | -                  | -                  |             | -           | -           | 64     | 12     |
| 2016-gen. 2017         | UCAM Murcia            | SD                     | 14         | 5          | CR              | 2               | 1               |                    | -                  | -                  |             | -           | -           | 16     | 6      |
| gen.-giu. 2017         | Cadice                 | SD                     | 6          | 1          | CR              | -               | -               |                    | -                  | -                  |             | -           | -           | 6      | 1      |
| 2017-2018              | Wisła Cracovia         | EK                     | 30         | 8          | CP              | 1               | 0               |                    | -                  | -                  |             | -           | -           | 31     | 8      |
| 2018-gen. 2019         | Wisła Cracovia         | EK                     | 17         | 6          | CP              | 1               | 0               |                    | -                  | -                  |             | -           | -           | 18     | 6      |
| Totale Wisła Cracovia  | Totale Wisła Cracovia  | Totale Wisła Cracovia  | 47         | 14         |                 | 2               | 0               |                    | -                  | -                  |             | -           | -           | 49     | 14     |
| gen.-giu. 2019         | Jagiellonia            | EK                     | 14         | 10         | CP              | 2               | 0               |                    | -                  | -                  |             | -           | -           | 16     | 10     |
| 2019-2020              | Jagiellonia            | EK                     | 35         | 11         | CP              | 1               | 0               |                    | -                  | -                  |             | -           | -           | 36     | 11     |
| 2020-2021              | Jagiellonia            | EK                     | 27         | 11         | CP              | 1               | 0               |                    | -                  | -                  |             | -           | -           | 28     | 11     |
| 2021-2022              | Jagiellonia            | EK                     | 16         | 9          | CP              | 1               | 0               |                    | -                  | -                  |             | -           | -           | 17     | 9      |
| 2022-2023              | Jagiellonia            | EK                     | 33         | 14         | CP              | 2               | 0               |                    | -                  | -                  |             | -           | -           | 35     | 14     |
| 2023-2024              | Jagiellonia            | EK                     | 30         | 12         | CP              | 5               | 2               | -                  | -                  | -                  | -           | -           | -           | 35     | 14     |
| 2024-2025              | Jagiellonia            | EK                     | 25         | 14         | CP              | 3               | 1               | UCL+UEL+UECL       | 4+2+10             | 3+0+4              | -           | -           | -           | 44     | 22     |
| Totale Jagiellonia     | Totale Jagiellonia     | Totale Jagiellonia     | 180        | 81         |                 | 15              | 3               |                    | 16                 | 7                  |             | -           | -           | 211    | 91     |
| Totale carriera        | Totale carriera        | Totale carriera        | 428        | 140        |                 | 27              | 7               |                    | 16                 | 7                  |             | -           | -           | 471    | 154    |

## Palmarès
- Campionato polacco: 1

Jagiellonia: 2023-2024